# Рони О’Саливан
Роналд Антонио О’Саливан (енгл. Ronald Antonio O'Sullivan; Вордсли, 5. децембар 1975) јесте професионални играч снукера. Познат је по веома брзој игри по чему је и добио надимак The Rocket (ракета). Постигао је 17 максималних брејкова на професионалним турнирима, највише од свих играча, и држи рекорд по најбржем максималном брејку постигнутом на професионалним турнирима — 5 минута 20 секунди. У јануару 2015. године оборио је рекорд Стивена Хендрија по броју троцифрених брејкова (775), а тренутно је први у историји снукера са укупно 1.202 троцифрених брејкова.
О’Саливан је почео да се бави снукером још када је имао 7 година, а са 10 је направио први такмичарски троцифрени брејк и постао британски шампион до 16 година, када је имао 13. Међу многобројним титулама са рангираних и нерангираних турнира, рекордних седам пута је био победник светског првенства, седам пута Мастерса и има седам титула на шампионату Уједињеног Краљевства, на којем држи рекорд као најмлађи шампион. 2013. године постао је трећи играч после Стива Дејвиса и Стивена Хендрија који је успео да одбрани титулу светског шампиона.

## Успеси

### Рангирана финала: 63 (41 победа, 22 пораза)
|           | Година | Турнир                          | Противник у финалу | Резултат |
| --------- | ------ | ------------------------------- | ------------------ | -------- |
| Победник  | 1993   | Првенство Уједињеног Краљевства | Стивен Хендри      | 10 : 6   |
| Финалиста | 1993   |                                 | Стивен Хендри      | 5 : 9    |
| Победник  | 1994   |                                 | Џејмс Ватана       | 9 : 4    |
| Финалиста | 1995   |                                 | Џејмс Ватана       | 6 : 9    |
| Финалиста | 1995   |                                 | Џон Хигинс         | 6 : 9    |
| Победник  | 1996   |                                 | Брајан Морган      | 9 : 8    |
| Победник  | 1996   |                                 | Ален Робиду        | 9 : 7    |
| Победник  | 1997   | Првенство Уједињеног Краљевства | Стивен Хендри      | 10 : 6   |
| Победник  | 1998   |                                 | Џон Хигинс         | 9 : 5    |
| Победник  | 1999   |                                 | Стивен Ли          | 9 : 2    |
| Победник  | 2000   |                                 | Марк Вилијамс      | 9 : 1    |
| Финалиста | 2000   |                                 | Марк Вилијамс      | 5 : 9    |
| Победник  | 2000   |                                 | Марк Вилијамс      | 9 : 3    |
| Победник  | 2001   | Светско првенство               | Џон Хигинс         | 18 : 14  |
| Победник  | 2001   | Првенство Уједињеног Краљевства | Кен Доерти         | 10 : 1   |
| Победник  | 2003   |                                 | Стивен Хендри      | 9 : 6    |
| Победник  | 2003   |                                 | Џон Хигинс         | 10 : 9   |
| Финалиста | 2003   |                                 | Стивен Хендри      | 6 : 9    |
| Победник  | 2004   |                                 | Стив Дејвис        | 9 : 8    |
| Победник  | 2004   | Светско првенство               | Грејем Дот         | 18 : 8   |
| Победник  | 2004   | Grand Prix                      | Ијан Макалох       | 9 : 5    |
| Победник  | 2005   |                                 | Стивен Хендри      | 9 : 8    |
| Победник  | 2005   |                                 | Метју Стивенс      | 10 : 8   |
| Финалиста | 2005   |                                 | Џон Хигинс         | 2 : 9    |
| Финалиста | 2006   |                                 | Динг Ђунхуеј       | 6 : 9    |
| Финалиста | 2007   |                                 | Марко Фу           | 6 : 9    |
| Победник  | 2007   | Првенство Уједињеног Краљевства | Стивен Магвајер    | 10 : 2   |
| Финалиста | 2008   |                                 | Марк Селби         | 8 : 9    |
| Победник  | 2008   | Светско првенство               | Али Картер         | 18 : 8   |
| Победник  | 2008   |                                 | Дејв Харолд        | 9 : 3    |
| Финалиста | 2008   |                                 | Рики Волден        | 8 : 10   |
| Победник  | 2009   |                                 | Лианг Венбо        | 10 : 5   |
| Финалиста | 2010   |                                 | Нил Робертсон      | 1 : 5    |
| Победник  | 2012   |                                 | Стивен Магвајер    | 9 : 7    |
| Победник  | 2012   | Светско првенство               | Али Картер         | 18 : 11  |
| Победник  | 2013   | Светско првенство               | Бари Хокинс        | 18 : 12  |
| Победник  | 2014   |                                 | Динг Ђунхуеј       | 9 : 3    |
| Финалиста | 2014   | Светско првенство               | Марк Селби         | 14 : 18  |
| Победник  | 2014   | Првенство Уједињеног Краљевства | Џад Трамп          | 10 : 9   |
| Победник  | 2016   |                                 | Нил Робертсон      | 9 : 5    |
| Финалиста | 2016   |                                 | Џад Трамп          | 8 : 9    |
| Финалиста | 2016   | Првенство Уједињеног Краљевства | Марк Селби         | 7 : 10   |
| Победник  | 2017   |                                 | Кајрeн Вилсон      | 9 : 2    |
| Победник  | 2017   |                                 | Џад Трамп          | 10 : 3   |
| Победник  | 2017   | Првенство Уједињеног Краљевства | Шон Марфи          | 10 : 5   |
| Победник  | 2018   |                                 | Динг Ђунхуеј       | 10 : 3   |
| Победник  | 2018   |                                 | Шон Марфи          | 10 : 4   |
| Финалиста | 2018   |                                 | Џад Трамп          | 7 : 9    |
| Победник  | 2018   | Првенство Уједињеног Краљевства | Марк Ален          | 10 : 6   |
| Победник  | 2019   |                                 | Нил Робертсон      | 10 : 4   |
| Победник  | 2019   |                                 | Нил Робертсон      | 13 : 11  |
| Финалиста | 2019   |                                 | Џад Трамп          | 7 : 9    |
| Победник  | 2020   | Светско првенство               | Кајрен Вилсон      | 18 : 8   |
| Финалиста | 2020   |                                 | Џад Трамп          | 7 : 9    |
| Финалиста | 2020   |                                 | Марк Селби         | 3 : 9    |
| Финалиста | 2021   |                                 | Џордан Браун       | 8 : 9    |
| Финалиста | 2021   |                                 | Џон Хигинс         | 3 : 10   |
| Финалиста | 2021   |                                 | Нил Робертсон      | 4 : 10   |
| Победник  | 2021   |                                 | Нил Робертсон      | 10 : 8   |
| Финалиста | 2022   |                                 | Фан Џенгји         | 9 : 10   |
| Победник  | 2022   | Светско првенство               | Џад Трамп          | 18 : 13  |
| Победник  | 2023   | Првенство Уједињеног Краљевства | Динг Ђунхуеј       | 10 : 7   |
| Победник  | 2024   |                                 | Џад Трамп          | 10 : 7   |

## Успеси по сезони
|                              | 1993/94              | 1994/95              | 1995/96              | 1996/97              | 1997/98              | 1998/99              | 1999/00              | 2000/01              | 2001/02              | 2002/03              | 2003/04              | 2004/05              | 2005/06              | 2006/07              | 2007/08              | 2008/09              | 2009/10              | 2010/11              | 2011/12              | 2012/13              | 2013/14              | 2014/15              | 2015/16              | 2016/17 | 2017/18 | 2018/19 | 2019/20 | 2020/21 | 2021/22 | 2022/23 | 2023/24 |
| ---------------------------- | -------------------- | -------------------- | -------------------- | -------------------- | -------------------- | -------------------- | -------------------- | -------------------- | -------------------- | -------------------- | -------------------- | -------------------- | -------------------- | -------------------- | -------------------- | -------------------- | -------------------- | -------------------- | -------------------- | -------------------- | -------------------- | -------------------- | -------------------- | ------- | ------- | ------- | ------- | ------- | ------- | ------- | ------- |
| Место на светској ранг листи | 57                   | 9                    | 3                    | 8                    | 7                    | 3                    | 4                    | 4                    | 2                    | 1                    | 3                    | 1                    | 1                    | 3                    | 5                    | 1                    | 1                    | 3                    | 11                   | 9                    | 19                   | 4                    | 5                    | 10      | 14      | 2       | 1       | 3       | 1       |         |         |
| Рангирани турнири            |                      |                      |                      |                      |                      |                      |                      |                      |                      |                      |                      |                      |                      |                      |                      |                      |                      |                      |                      |                      |                      |                      |                      |         |         |         |         |         |         |         |         |
|                              | 1Р                   | ЧФ                   | 1Р                   | 2Р                   | 3Р                   | 3Р                   | ЧФ                   | Ф                    | ЧФ                   | ЧФ                   | 2Р                   | П                    | Ф                    | ЧФ                   | Ф                    | ЧФ                   | 2Р                   | Ф                    | -                    | -                    | -                    | -                    | -                    | -       | -       | -       | -       | -       | -       | -       |         |
| /                            | Ф                    | ПФ                   | 1Р                   | 1Р                   | -                    | -                    | -                    | -                    | ЧФ                   | П                    | ЧФ                   | 2Р                   | -                    | 1Р                   | -                    | -                    | -                    | -                    | -                    | -                    | -                    | -                    | -                    | -       | -       | ЧФ      | -       | -       | -       | -       |         |
|                              | Турнир није постојао | Турнир није постојао | Турнир није постојао | Турнир није постојао | П                    | 2Р                   | П                    | 2Р                   | 2Р                   | 3Р                   | Турнир није постојао | Турнир није постојао | Турнир није постојао | Турнир није постојао | Турнир није постојао | Турнир није постојао | Турнир није постојао | Турнир није постојао | Турнир није постојао | -                    | Турнир није постојао | Турнир није постојао | Турнир није постојао | ЧФ      | ЧФ      | 1Р      | ЧФ      | Ф       | ПФ      |         |         |
|                              | Турнир није постојао | Турнир није постојао | Турнир није постојао | Турнир није постојао | Турнир није постојао | Турнир није постојао | Турнир није постојао | Турнир није постојао | Турнир није постојао | Турнир није постојао | Турнир није постојао | Турнир није постојао | Турнир није постојао | Турнир није постојао | Турнир није постојао | Турнир није постојао | Турнир није постојао | Турнир није постојао | Турнир није постојао | Турнир није постојао | Турнир није постојао | Турнир није постојао | Турнир није постојао | 3Р      | П       | ПФ      | 4Р      | 3Р      | ПФ      |         |         |
|                              | П                    | ЧФ                   | ЧФ                   | 1Р                   | П                    | 1Р                   | ЧФ                   | ПФ                   | П                    | ЧФ                   | ПФ                   | 2Р                   | 1Р                   | ЧФ                   | П                    | 2Р                   | ПФ                   | 1Р                   | 2Р                   | -                    | ЧФ                   | П                    | -                    | Ф       | П       | П       | 4Р      | 2Р      | ЧФ      | ЧФ      | П       |
|                              | -                    | -                    | 1Р                   | П                    | ПФ                   | -                    | -                    | -                    | -                    | -                    | -                    | -                    | -                    | -                    | -                    | -                    | -                    | -                    | П                    | -                    | -                    | ЧФ                   | -                    | 1Р      | -       | -       | -       | -       | -       |         |         |
|                              | 1Р                   | ЧФ                   | 2Р                   | 2Р                   | 4Р                   | ПФ                   | 3Р                   | 2Р                   | 2Р                   | ЧФ                   | П                    | П                    | 1Р                   | ЧФ                   | Ф                    | 2Р                   | ПФ                   | 1Р                   | ПФ                   | -                    | П                    | 3Р                   | П                    | 2Р      | ЧФ      | 3Р      | ПФ      | 3Р      | Ф       |         |         |
|                              | Турнир није постојао | Турнир није постојао | Турнир није постојао | Турнир није постојао | Турнир није постојао | Турнир није постојао | Турнир није постојао | Турнир није постојао | Турнир није постојао | Турнир није постојао | Турнир није постојао | Турнир није постојао | Турнир није постојао | Турнир није постојао | Турнир није постојао | Турнир није постојао | Турнир није постојао | Турнир није постојао | Турнир није постојао | Турнир није постојао | Турнир није постојао | Турнир није постојао | Турнир није постојао | 4Р      | 3Р      | Ф       | Ф       | Ф       | 3Р      | 1Р      |         |
|                              | -                    | -                    | -                    | -                    | ПФ                   | 2Р                   | П                    | П                    | ЧФ                   | -                    | -                    | -                    | 1Р                   | ПФ                   | 1Р                   | ЧФ                   | 1Р                   | 1Р                   | ЧФ                   | -                    | -                    | -                    | -                    | 2Р      | 1Р      | -       | -       | -       | -       | -       |         |
|                              | 1Р                   | ЧФ                   | ПФ                   | 2Р                   | ПФ                   | ПФ                   | 1Р                   | П                    | ПФ                   | 1Р                   | П                    | ЧФ                   | ПФ                   | ЧФ                   | П                    | 2Р                   | ЧФ                   | ЧФ                   | П                    | П                    | Ф                    | ЧФ                   | 2Р                   | ЧФ      | 2Р      | 1Р      | П       | 2Р      | П       | ЧФ      |         |
|                              | Турнир није постојао | Турнир није постојао | Турнир није постојао | Турнир није постојао | Турнир није постојао | Турнир није постојао | Турнир није постојао | Турнир није постојао | Турнир није постојао | Турнир није постојао | Турнир није постојао | Турнир није постојао | Турнир није постојао | Турнир није постојао | Турнир није постојао | Турнир није постојао | Турнир није постојао | Турнир није постојао | Турнир није постојао | Турнир није постојао | Турнир није постојао | Ф                    | 1Р                   | 2Р      | П       | 1Р      | ЧФ      | ПФ      | П       |         |         |
|                              | Турнир није постојао | Турнир није постојао | Турнир није постојао | Турнир није постојао | Турнир није постојао | Турнир није постојао | Турнир није постојао | Турнир није постојао | Турнир није постојао | Турнир није постојао | Турнир није постојао | Турнир није постојао | Турнир није постојао | Турнир није постојао | Турнир није постојао | Турнир није постојао | Турнир није постојао | -                    | 2Р                   | -                    | 2Р                   | -                    | -                    | ЧФ      | П       | П       | -       | Ф       | ЧФ      |         |         |
| Нерангирани турнири          |                      |                      |                      |                      |                      |                      |                      |                      |                      |                      |                      |                      |                      |                      |                      |                      |                      |                      |                      |                      |                      |                      |                      |         |         |         |         |         |         |         |         |
|                              | -                    | -                    | -                    | -                    | -                    | -                    | -                    | -                    | -                    | -                    | -                    | -                    | -                    | -                    | -                    | Ф                    | П                    | 1Р                   | 2Р                   | -                    | -                    | 1Р                   | -                    | 2Р      | П       | П       | П       | -       | -       | -       |         |
|                              | Турнир није постојао | Турнир није постојао | Турнир није постојао | Турнир није постојао | Турнир није постојао | Турнир није постојао | Турнир није постојао | Турнир није постојао | Турнир није постојао | Турнир није постојао | Турнир није постојао | Турнир није постојао | Турнир није постојао | Турнир није постојао | Турнир није постојао | Турнир није постојао | Турнир није постојао | Турнир није постојао | Турнир није постојао | Турнир није постојао | П                    | П                    | -                    | Ф       | Ф       | П       | ПФ      | ЧФ      | ЧФ      | П       |         |
|                              | 1Р                   | П                    | Ф                    | Ф                    | ЧФ                   | ЧФ                   | ЧФ                   | 2Р                   | ЧФ                   | ЧФ                   | Ф                    | П                    | Ф                    | П                    | 1Р                   | П                    | Ф                    | 1Р                   | ЧФ                   | -                    | П                    | ПФ                   | П                    | П       | ЧФ      | Ф       | -       | ЧФ      | ЧФ      | ЧФ      | П       |

Легенда:
- xР = Пораз у x Рунди
- ЧФ = Четвртфинале
- ПФ = Полуфинале
- Ф = Финале
- П = Победа
- - = Није учествовао

## Максимални брејкови
| Бр. | Година | Турнир             | Противник      |
| --- | ------ | ------------------ | -------------- |
| 1.  | 1997   | [ 4 ]              | Мик Прајс      |
| 2.  | 1999   |                    | Џејмс Ватана   |
| 3.  | 1999   |                    | Грејем Дот     |
| 4.  | 2000   |                    | Квинтен Хан    |
| 5.  | 2001   |                    | Дру Хенри      |
| 6.  | 2003   | World Championship | Марко Фу       |
| 7.  | 2007   |                    | Алистер Картер |
| 8.  | 2007   |                    | Марк Селби     |
| 9.  | 2008   |                    | Марк Вилијамс  |
| 10. | 2010   | (кв.)              | Марк Кинг      |
| 11. | 2011   |                    | Адам Дафи      |
| 12. | 2014   | Welsh Open         | Динг Ђунхуеј   |
| 13. | 2014   | [ 8 ]              | Метју Селт     |
| 14. | 2018   |                    | Елиот Слесор   |
| 15. | 2018   | [ 9 ]              | Алан Тејлор    |